# Кубравия
Кубравия — суфийский тарикат, получивший распространение в Средней Азии. Назван по имени основателя Наджм ад-Дина Кубры из Хивы (1145—1221).

## История
Основатель суфийского тариката Кубравия — Ахмад б. Умар б. Мухаммад б. Абдалла ас-Суфи аль-Хиваки аль-Хорезми больше известный как Наджм ад-дин шайх Абу-л-Джаннаб или Наджм ад-дин Кубра (1145—1221) учился у Исмаила Касри, Абу Ясир Аммара Бидлиси и Рузбехан Ваззан Мисри. После возвращения в Хорезм, Наджм ад-дин Кубра основал свою школу суфийского учения. Кубравийские шейхи имели свои центры в Бухаре, Самарканде, Дженде, ряде городов Ирана, Кашмире и Китае.

## Доктрина
- Согласно доктрине ордена, человек есть микрокосм, потенциально содержащий в себе все божественные свойства, за исключением качества «Аллах милостивый, милосердный». Мистик, идя по пути совершенствования, адаптирует божественные имена вплоть до полного растворения в Боге. Для этого необходим суровый пост и полное подчинение своей воли воле шейха. Приближение к конечному состоянию знаменуется видением зелёного света. Ал-Кубра считал, что только мюршид может привести к познанию истины, так как идеи-образы (хаватир), появляющиеся в подсознании суфия во время медитаций в затворничестве, могут исходить как от Бога, так и от сатаны, как от сердца, так и от нафса, как от ангелов, так и от джиннов.
- Ал-Кубра построил также свою теорию о неуловимых духовных центрах человеческого сознания и духа (лата’иф). Для своего пути, который он не отделял от «пути Ал-Джунайда», ал-Кубра разработал 10 принципов — основ братства Кубравия и правила поведения мюрида (сифат аль-адаб).
- «Единство свидетельства» (ва́хдат аш-шуху́д; араб. وحدة الشهود‎ ) — концепция, разработанная в начале XIV века членом братства Кубравия 'Ала ад-Даула ас-Симнани (1261—1336). Бог абсолютно трансцендентен и в силу этого обстоятельства мистик не может получить доказательств существования божественного бытия. Последнее является не столько сущностью Бога, сколько есть «действие, создающее существование»; само бытие есть атрибут, абсолютно свойственный Богу, но отделенный от его сущности. Цель мистика, идущего по мистическому пути познания, состоит не в том, чтобы добиться «соединения» (таухид) с божеством, а в том, чтобы понять, в чем состоит истинное «поклонение» (ибадат) Богу. Поэтому ас-Симнани изменил обычную формулу триады мистического «пути» (сулук), поменяв местами третий и первый его этапы, на хакикат — тарикат — шариат, поскольку истинное знание постигается только благодаря неукоснительному и строгому соблюдению норм и предписаний священного закона (шар'), ниспосланного людям в откровении.

## 10 принципов
1. Тауба (раскаяние). Возвращение к Богу; вступление на путь служения Аллаху как мюриду суфийского пути.
2. Зухд (аскеза). Отречение от всего бренного, земного; принятие аскетического образа жизни.
3. Таваккуль (упование на Бога). Отказ от своей воли и положиться на Аллаха.
4. Канаат (ограничение). Довольство долей; не желать ничего излишнего.
5. Узлат[узб.] (уход). Уединение в келью; избегать общения с кем-то кроме Аллаха.
6. Зикр (поминание). Постоянно думать о Всевышнем и отвлекать все мысли о земном.
7. Таваджух (созерцание). Отвращение взора от всего земного и стремление раба Божего всецело к Аллаху.
8. Сабр (терпеливость). Объявление войны (джихада) со всяким проявлением низменной человеческой натуры; полный отказ от страстей и желаний.
9. Мураккаба (созерцание). Концентрация мысли на образе Бога, Пророка, святого или же на стихе Корана.
10. Риза (довольство).